# Boris Lambert
Boris Luc Lambert (Han-sur-Lesse, 10 aprile 2000) è un calciatore belga, difensore del Willem II.

## Carriera
Cresciuto nel settore giovanile dell'Eupen, ha esordito in prima squadra il 25 luglio 2021 disputando l'incontro di Pro League pareggiato 2-2 contro il Club Bruges.

## Statistiche

### Presenze e reti nei club
Statistiche aggiornate al 26 febbraio 2022.
| Stagione        | Squadra         | Campionato      | Campionato | Campionato | Coppe nazionali | Coppe nazionali | Coppe nazionali | Coppe continentali | Coppe continentali | Coppe continentali | Altre coppe | Altre coppe | Altre coppe | Totale | Totale |
| Stagione        | Squadra         | Comp            | Pres       | Reti       | Comp            | Pres            | Reti            | Comp               | Pres               | Reti               | Comp        | Pres        | Reti        | Pres   | Reti   |
| --------------- | --------------- | --------------- | ---------- | ---------- | --------------- | --------------- | --------------- | ------------------ | ------------------ | ------------------ | ----------- | ----------- | ----------- | ------ | ------ |
| 2019-2020       | Eupen           | D1              | 0          | 0          | CB              | 0               | 0               |                    | -                  | -                  |             | -           | -           | 0      | 0      |
| 2020-2021       | Eupen           | D1              | 0          | 0          | CB              | 0               | 0               |                    | -                  | -                  |             | -           | -           | 0      | 0      |
| 2021-2022       | Eupen           | D1              | 25         | 1          | CB              | 4               | 0               |                    | -                  | -                  |             | -           | -           | 29     | 1      |
| Totale carriera | Totale carriera | Totale carriera | 25         | 1          |                 | 4               | 0               |                    | -                  | -                  |             | -           | -           | 29     | 1      |